# Břestovníček Tatarinovův

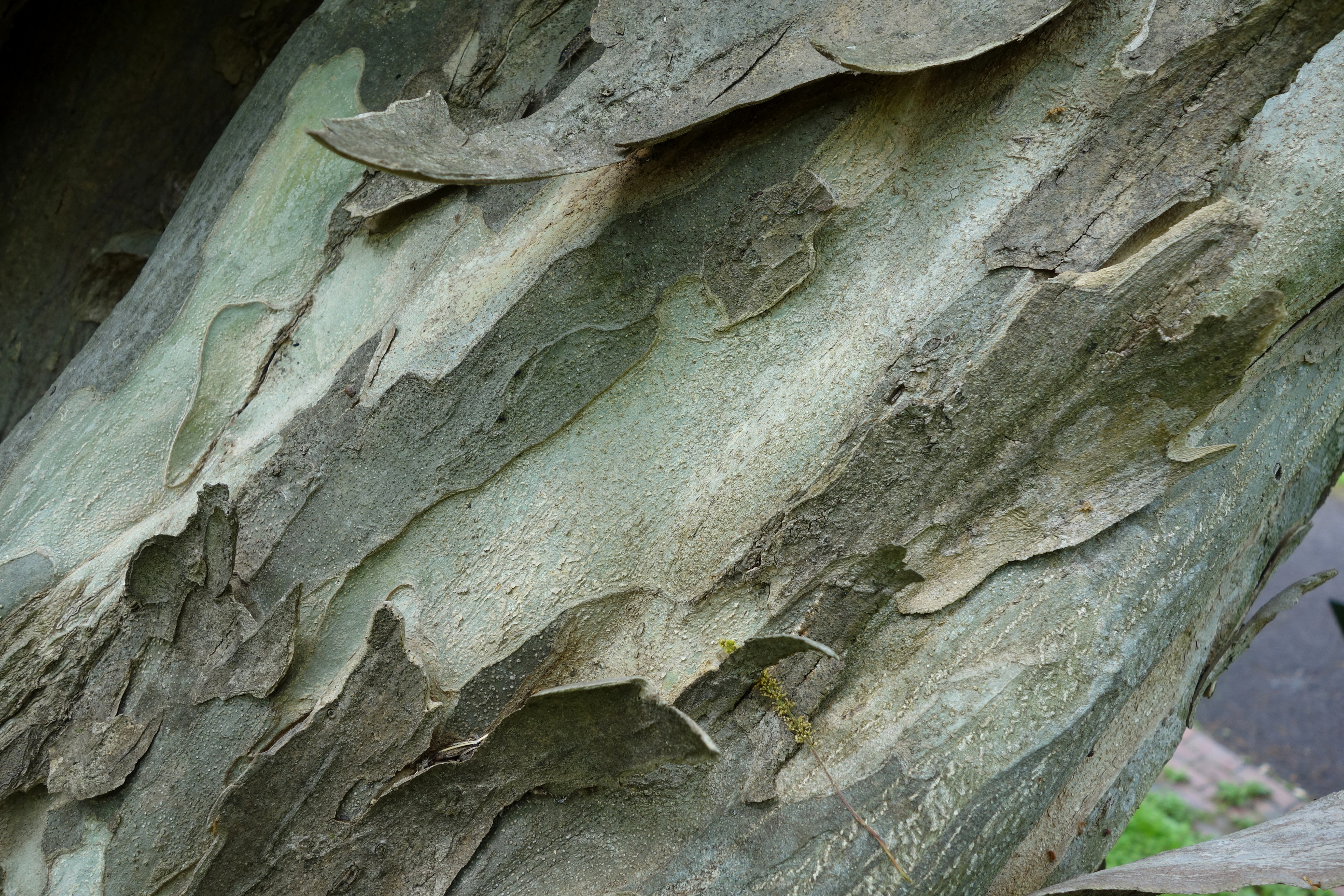
Kůra kmene

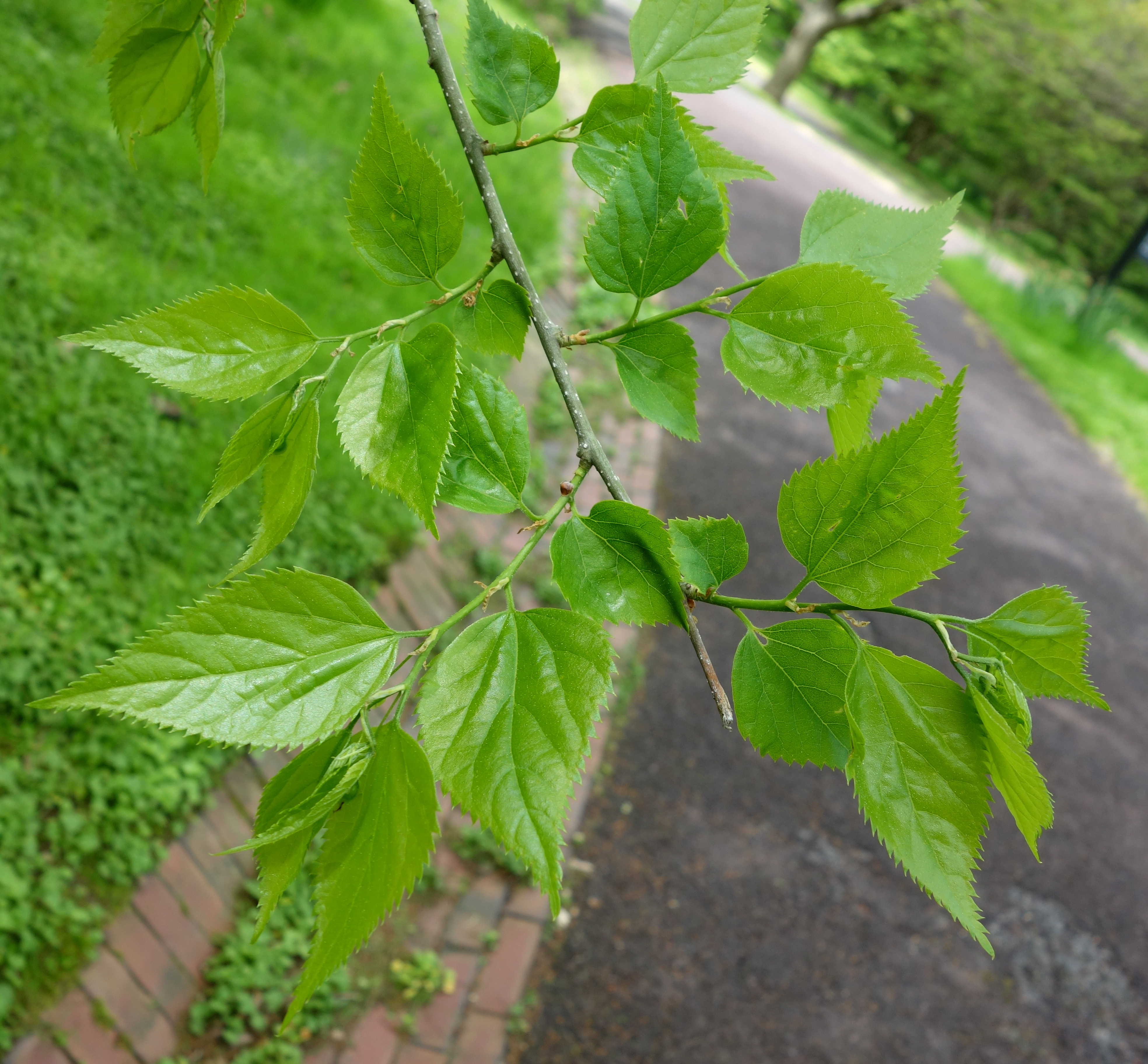
Větévka

Břestovníček Tatarinovův (Pteroceltis tatarinowii) je opadavý listnatý strom, jediný druh monotypického rodu břestovníček. Tento čínský reliktní endemit byl po molekulárních studiích přeřazen z čeledi rostlin jilmovitých do čeledi konopovitých. Je původním druhem v čínských provinciích: An-chuej, Če-ťiang, Čching-chaj, Fu-ťien, Che-nan, Chu-nan, Chu-pej, Kan-su, Kuang-si, Kuang-tung, Kuej-čou, Liao-ning, S’-čchuan, Šan-si, Šan-tung, Šen-si, Ťiang-si a Ťiang-su.
Prvý strom tohoto druhu v Evropě vyrostl roku 1894 ve Francii ze semene, které dovezl z Číny francouzský botanik Maurice de Vilmorin.

## Ekologie
Roste v lehké písčité, střední hlinité a těžké jílovité půdě, která může být suchá či vlhká, avšak dobře odvodněná. Nejlépe vyhovuje stanoviště s půdou spíše alkalickou a situované na plném slunci, starší a dobře zakořeněná dřevina toleruje déletrvající období sucha. Vyskytuje se v nadmořské výšce od 100 do 1500 m n. m., kde bývají průměrné roční srážky v rozmezí 1300 až 1600 mm a průměrná roční teplota vzduchu je okolo 15 °C. Ve své domovině povětšině roste v poměrně drsných podmínkách na strmých skalách nebo suchých svazích s půdou bohatou na vápník. Břestovníček Tatarinovův má širokou distribuci a nejsou známe žádné hrozby, je proto IUCN řazen mezi málo dotčený druh (LC).
Kvete současně s rašícími listy, obvykle od března do května, plody dozrávají od srpna do října. Rostlina je rezistentní vůči většině hub a plísní. Náleží do klimatické zóny odolnosti č. 5, je vhodný pro pěstování i ve střední Evropě.

## Popis
Strom má nenápadné jednopohlavné květy, na jednom stromě vyrůstají většinou pouze samčí nebo pouze samičí, pouze vzácně současně květy samčí i samičí. Bývá vysoký až 15 m a má světle šedou kůru odlupčivou v dlouhých pásech. Kmen o průměru do 1 m bývá krátký nebo rozvětvený a nese širokou, rozkladitou korunu s větvemi porostlými střídavými, řapíkatými listy s postranními opadavými palisty. Listové čepele jsou lysé, vejčitě kopinaté až podlouhlé, 3 až 10 cm dlouhé a 2 až 5 cm široké, na bázi klínovité, na vrcholu zašpičatělé, po obvodě nepravidelně pilovité, zpeřená žilnatina má čtyři až šest párů žilek.
Samčí květy jsou kulovité a vyrůstají ve svazečcích v paždí spodních listů na letorostech, mají pětičetné, střechovitě uspořádané okvětí, v květu je pět tyčinek s vejčitými prašníky. Samičí květy rostou osamoceně v paždí listů jednoletých větviček, mají čtyřčetné kopinaté okvětí, přisedlý, vejčitý, jednoplodolistový semeník má jediné vajíčko a nese rozdvojenou čnělku.
Plod je žlutozelený až nahnědlý, kulovitý neb podlouhlý, asi 5 mm velký oříšek, který visí na 1,5 cm dlouhé stopce a má až 2 cm široký, tenký, téměř okrouhlý a na vrcholu vykrojený lem.

## Rozmnožování
Strom se může množit se semen, oříšků, které se vysévají po tříměsíční studené stratifikaci. Klíčí celkem spolehlivě, ale až po dvanácti i více měsících. Osivo lze bez újmy na klíčivosti skladovat v suchu i pět let. Semena jsou hojně konzumována ptáky a drobnými savci, kteří zajišťují jejich rozšiřování. Strom někdy vytváří kořenové odnože.

## Význam
Břestovníček Tatarinovův má rád půdu s vysokým obsahem vápníku, snáší sucho a málo plodné stanoviště. Má mohutný kořenový systém a je považován za jednu z důležitých dřevin pro obnovu vegetace ve vápencových oblastech v zóně mírného podnebného pásma ve východní Číně, hlavně na strmých svazích v neúrodných oblastech. Vysazuje se také jako dřevina ozdobná a stín poskytující, dá se podle potřeby dobře tvarovat.
Jeho dřevo je kvalitní, tvrdé a odolné vůči houbám. Ze semen se někdy extrahuje olej. Z kůry se získávají vlákna přidávající se k rýžovým do směsi, ze které se vyrábí kvalitní rýžový papír vhodný pro psaní a kreslení tuží, tzv. "Xuan paper", ceněný pro měkkost, pevnost a trvanlivost. Většina dochovaných starých čínských písemností je na něm psána.